# پولک سیتی (فلوریدا)
پولک سیتی (به انگلیسی: Polk City) شهری در شهرستان پولک ایالت فلوریدا است که در سال ۱۹۲۵ بنیان‌گذاری شده‌است. این شهر طبق سرشماری سال ۲۰۱۰ میلادی، ۱٬۵۶۲ نفر جمعیت داشته و مساحت آن نیز ۲٫۰ کیلومتر مربع است.